# ماساکی موراکامی
ماساکی موراکامی (انگلیسی: Masaaki Murakami؛ زادهٔ ۷ اوت ۱۹۹۲) بازیکن فوتبال اهل ژاپن است.